# Polska Wieś (województwo warmińsko-mazurskie)
Polska Wieś (niem. Polschendorf, 1928–1945 Stangenwalde) – wieś w Polsce położona w województwie warmińsko-mazurskim, w powiecie mrągowskim, w gminie Mrągowo. W latach 1975–1998 miejscowość położona była w województwie olsztyńskim.
Wieś położona w pofałdowanym krajobrazie pojeziernym, w pobliżu jeziora Juno.

## Historia
Wieś powstała w 1386 r. na 40 łanach na prawie chełmińskim, kiedy to komtur Bałgi Fryderyk von Egloffstein nadał zasadźcy nazwanemu Nitsche Senghir dobra, w celu założenia wsi, która miała nazywać się Stangiswalt. Nicz otrzymał cztery łany sołeckie, wolne od podatku, z niższym sądownictwem, a jeśli we wsi powstałaby karczma, to zasadźcy przysługiwać będzie trzecia część od czynszu. Okres wolnizny wyznaczono na 15 lat, po których czynsz wynosić miał pół grzywny zwykłej monety i dwie kury od każdego łanu rocznie. Ponadto chłopi czynszowi powinni dostarczać płużne dla Zakonu oraz dziesięcinę dla plebana. Około 1450 r. wieś pojawia się w dokumentach pod nazwą Polschendorf i Polnischdorf, co wskazuje że zamieszkiwali ją w tym czasie Polacy. W 1482 r. prokurator szestneński Otto von Drauschwitz wydał przywilej dla bartników z pięciu wsi, w tym z Polskiej Wsi, w którym to przywileju przyznano bartnikom prawo posiadania barci w puszczy na prawie pruskim, a także możliwość polowania i połowu ryb dla własnych potrzeb. Wymienieni bartnicy mieli obowiązek corocznie oddawać Zakonowi trzy rączki miodu, a nadwyżki winni byli sprzedać w zamku w Szestnie, licząc 2,5 grzywny za beczkę. Jedynie wosk mogli zatrzymać dla siebie i dysponować wedle uznania. Z danych z 1536 r. wynika, że we wsi mieszkali sami Polacy, a Jan Koszotowski (Jahn Koschotowski) był sołtysem. W 1536 r. Jan Koszotowski został też sołtysem pobliskiego Kiersztanowa, które po wielu latach opuszczenia była powtórnie lokowana (prawdopodobnie przeniosła się tam część rodzin chłopskich z Polskiej Wsi). 
W 1737 r. zbudowano we wsi szkołę, do której uczęszczało 29 dzieci, w tym pięciowo z Gązwy. W 1785 r. w Polskiej Wsi było 25 domów. W 1818 r. w tutejszej szkole uczyło się 31 dzieci, a po polsku uczył Andrzej Samek. W 1815 r. we wsi było 31 domów z 207 mieszkańcami. W 1838 r. było 20 domów zamieszkałych przez 265 osób. Po separacji gruntów wiejskich liczba domów zwiększyła się do 38 z 269 mieszkańcami. 
W 1928 r. Polska Wieś figuruje jako wieś i wybudowanie, zamieszkałe przez 449 osób. Na obszarze wsi znajdowały się złoża żwiru, które eksploatowane. W 1935 r. w tutejszej, dwuklasowej szkole uczyło się 64 uczniów. W tym czasie Polska Wieś należała do parafii w Mrągowie. W 1939 r. wieś liczyła 405 mieszkańców i było tu 97 gospodarstw domowych, w tym 49 rolniczych, z których 11 miało wielkość 0,5-5 ha,15 w granicach 5-10 ha, 11 w granicach 10-20 ha, 11 w granicach 20-100 ha i jedno powyżej 100 ha. 
Przed wejściem do wsi 29 stycznia 1945 r. oddziałów Armii Czerwonej, istniało tu stanowisko dowodzenia baterii armat wspierających kompanię piechoty Wehrmachtu. Po przejściu wojsk radzieckich wieś została doszczętnie obrabowana, ale zabudowa zachowały się. 
Po wojnie utworzono tu Państwowe Gospodarstwo Rolne. W 1973 r. do sołectwa Polska Wieś należała także osada Lasowiec.